# Soša Jakša
‎
Soša Jakša, slovenska nutricionistka, * 4. april 1898, Ljubljana, † 18. oktober 1985, Ljubljana.
Rojena je bila kot Zofija Hirschmann v Ljubljani, 4. aprila 1898, trgovcu Francu Hirschmannu in Mariji r. Svetel. Nekaj pred 1. svetovno vojno je družina prevzela materin priimek Svetel. Soša je imela še tri brate in sestro. Najstarejši brat je bil Heribert Svetel (1895-1962), skladatelj in dirigent, ostali pa Karel Svetel (1896-1989), Drago Svetel (1902-1997), ter sestra Elizabeta Svetel (1904-1966).
Osnovo šolo in učiteljišče je obiskovala v Ljubljani. Po smrti svojega prvega moža, gradbenega inženirja Draga Šviglja, ki je umrl zaradi malarije, s katero se je okužil med 1. svetovno vojno kot oficir avstro-ogrske vojske, jo je družina poslala študirat na višjo gospodinjsko šolo v Brno na Češkoslovaško.Po končanem študiju je najprej poučevala gospodinjstvo na Gorenjskem. Po smrti svojega moža leta 1954 je začela s pisanjem knjig o prehrani.

### Zasebno
Po vrnitvi v Ljubljano se je poročila z dr. medicine Jožetom Jakšo. Rodili so se jima trije sinovi. Najstarejši Iztok Jakša je postal zdravnik pediater. Srednji, Jošt, je zaradi takrat neozdravljive presnovne bolezni umrl že v prvem letu svojega življenja. Najmlajši Andrej Jakša je postal pravnik.